# Ingvar Lindström
Ingvar Axel Lindström, född 19 juli 1924 i Nederluleå församling i Norrbottens län, död 15 oktober 1994 i Skärholmens församling i Stockholms län, var en svensk agronom och ämbetsman.

## Biografi
Lindström avlade agronomexamen 1952 och Master of science-examen i USA 1955 samt agronomie licentiat-examen 1974. Han tjänstgjorde vid Statens jordbruksnämnd 1952–1955, vid Jordbrukets utredningsinstitut 1955–1957, vid Jordbruksdepartementet 1957–1959 och åter vid Jordbrukets utredningsinstitut 1960–1962. Åren 1962–1977 tjänstgjorde han vid Jordbruksdepartementet, från 1969 som byråchef och från 1974 som departementsråd. Han var generaldirektör och chef för Statens jordbruksnämnd 1977–1989 och var 1989–1991 verksam i jordbrukets regleringsföreningar.
Han var ordförande, sekreterare och expert i flera statliga utredningar, bland annat 1960 och 1972 års jordbruksutredningar samt 1983 års livsmedelskommitté.
Ingvar Lindström invaldes som ledamot av Kungliga Skogs- och Lantbruksakademien 1978 och som ledamot av Kungliga Krigsvetenskapsakademien 1983.
Ingvar Lindström var son till Bror Lindström och Alida Sundberg. Han gifte sig 1958 med Ulla Billing (1926–2015). Makarna Lindström är begravda på Skogskyrkogården i Stockholm.